# Wasserheß
Wasserheß ist ein Ortsteil der Stadt Hennef (Sieg) im Rhein-Sieg-Kreis in Nordrhein-Westfalen. 

## Lage
Der Ort liegt in einer Höhe von 220 Metern über N.N. auf den Hängen des Westerwaldes, aber noch im Naturpark Bergisches Land. Der Ort wird von der Bundesstraße 8 durchschnitten. Nachbarorte sind Stotterheck im Osten, Kölsch-Büllesbach im Süden, Uckerath im Nordwesten und Sommershof im Norden.

## Geschichte
1910 gab es in Wasserheß die Haushalte Steinbrucharbeiter Gerhard Heuser, Fabrikarbeiter Peter Klein, die Ackerer Heinrich, Matthias und Peter Müller, Ackerer und Steinbrucharbeiter Wilhelm Müller, Steinbrucharbeiter Matthias Prangenberg, Totengräber Hugo Röhrigt, Ackerer Heinrich Sering, Ackerer Christian Weber, Fabrikarbeiterin Elisabeth Welteroth und Ackerer Heinrich Welteroth.
Bis zum 1. August 1969 gehörte Wasserheß zur Gemeinde Uckerath, im Rahmen der kommunalen Neugliederung des Raumes Bonn wurde Uckerath, damit auch der Ort Wasserheß, der damals neuen amtsfreien Gemeinde „Hennef (Sieg)“ zugeordnet.